# Svensk Elitfotboll
Der Föreningen Svensk Elitfotboll (SEF) ist die Interessenvertretung der schwedischen Fußballvereine, die in den beiden höchsten Spielklassen Allsvenskan und Superettan antreten. Sitz des Verbandes ist Malmö.

## Hintergrund
Der Föreningen Svensk Elitfotboll gründete sich 1928. Die Organisation, deren Aufgabe in der Weiterentwicklung des schwedischen Topfußballs auf Vereinsebene in sportlicher, ökonomischer, kommerzieller und administrativer Sicht besteht, ist in allen wesentlichen Gremien und Ausschüssen des Svenska Fotbollförbundet vertreten. Unter anderem ist der Verband an der Vergabe der Fernsehrechte beteiligt. Seit 2006 werden die Rechte über die Sportrechteagentur Kentaro Group vermarktet, Anfang 2010 wurde der Vertrag verlängert.
Seit der Einführung der Superettan 2000 hat SEF 32 Mitglieder – jeweils die 16 Vereine aus Allsvenskan respektive Superettan. Über das Publikationsmedium SEF-Aktuellt informiert der Verband über aktuelle Entwicklungen und Themen. Die Zeitschrift richtet sich neben den Mitgliedern an Zusammenarbeits-Partner wie Schiedsrichter, regionale Verbände etc.
Seit 1992 engagiert sich SEF gemeinsam mit dem Svenska Fotbollförbundet, dem Elitserieföreningen Damfotboll und dem staatlichen Lotterieunternehmen Svenska Spel im Projekt Tipselit zur Förderung des Kinder- und Jugendfußballs. Bei Gründung der Association of European Professional Football Leagues 1997 gehörte der Verband zu den Gründungsmitgliedern.